# IC 1545
IC 1545 је елиптична галаксија у сазвјежђу Андромеда која се налази на листи објеката дубоког неба у Индекс каталогу.
Деклинација објекта је + 21° 59' 2" а ректасцензија 0h 21m 20,8s. Привидна величина (магнитуда) објекта IC 1545 износи 15,7 а фотографска магнитуда 16,7. IC 1545 је још познат и под ознакама NPM1G +21.0015, PGC 1661236.